# کینیزارین سبز اس‌اس
کینیزارین سبز اس‌اس (به انگلیسی: Quinizarine Green SS) یک ترکیب شیمیایی با شناسه پاب‌کم ۳۱۴۱۶ است.
شکل ظاهری این ترکیب، پودر سیاه است.